# Städelschule
De Städelschule, officieel Staatliche Hochschule für Bildende Künste - Städelschule (afgekort: Städel), is een kunstacademie in Frankfurt am Main.

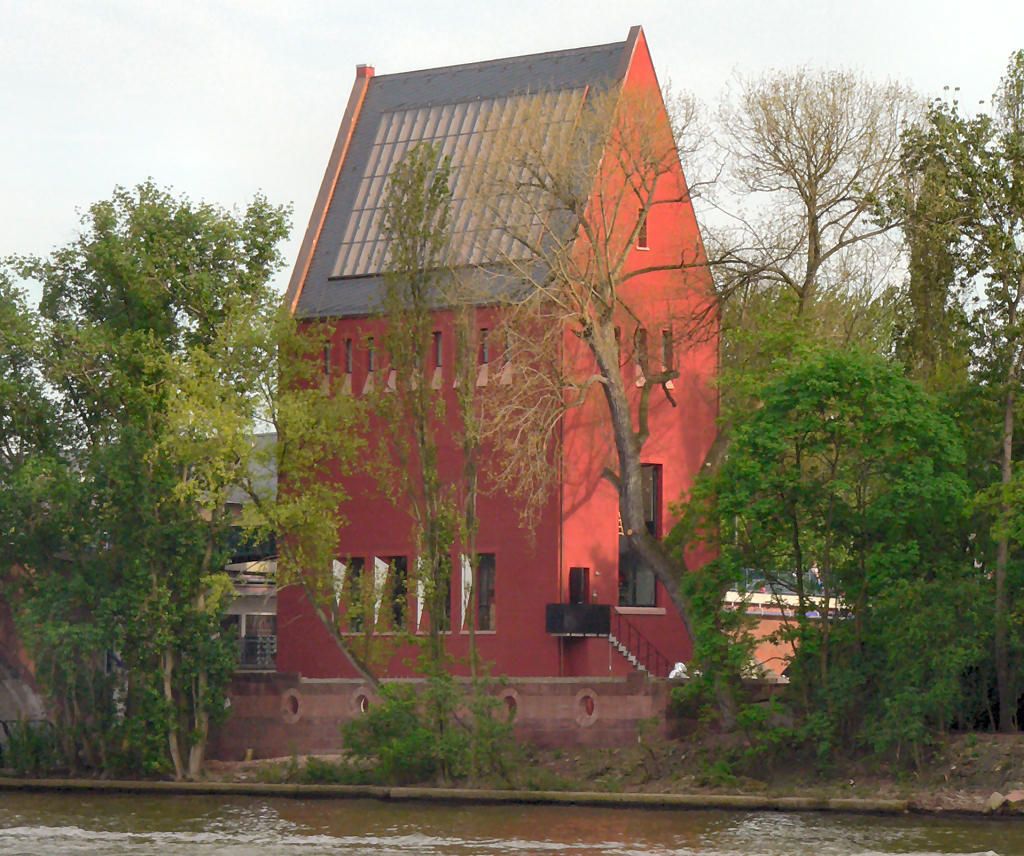
Neues Portikus, Maininsel

## Geschiedenis
De Städel gaat terug tot een stichting, die werd opgericht na de dood van bankier en zakenman Johann Friedrich Städel in 1817. De daadwerkelijke start was pas in 1829, na een jarenlange juridische strijd over de erfenis met Städels familie in Straatsburg, die eindigde in een vergelijk. Aanvankelijk was de Städel gevestigd in het Vrints-Treuenfels-Palais in de Neue Mainzer Straße. Het Städelsche Kunstinstitut omvatte oorspronkelijk een expositieruimte en een kunstopleiding. In 1878 verhuisde het instituut naar de nieuwe galerie annex Städelschule aan de Schaumainkai. In de loop der tijd groeiden expositieruimte en opleiding verder uit elkaar. Thans bevindt de Städelschule zich in de Dürerstraße aan de achterzijde van de museumlocatie. Werkplaatsen en ateliers bevinden zich ook nog aan andere locaties in Frankfurt.
In 1987 opende de Städelschule het zogenaamde Portikus, een expositieruimte voor hedendaagse kunst, die van 2002 tot 2006 was ondergebracht in het Leinwandhaus aan de Weckmarkt. Op 5 april 2006 werd de nieuwbouw, het Neue Portikus op het Maininsel ten westen van de Alte Brücke, ingewijd.
De Städelschule geniet wereldwijd een uitstekende naam, niet het minst door de verhouding van het aantal hoogleraren ten opzichte van het aantal studerenden: 10 professoren voor ongeveer 150 studenten.  

## Enkele bekende professoren
- Willi Baumeister
- Thomas Bayrle
- Max Beckmann
- Ben van Berkel
- Michael Croissant
- Douglas Gordon
- Georg Herold
- Judith Hopf
- Jörg Immendorff
- Martin Kippenberger
- Per Kirkeby
- Michael Krebber
- Tobias Rehberger
- Jason Rhoades
- Willem de Rooij
- Ulrich Rückriem
- Willi Schmidt
- Simon Starling